# Ser Tão Velho Cerrado
Ser Tão Velho Cerrado é um documentário brasileiro de 2018 dirigido por André D'Elia. O filme problematiza a degradação ambiental do Cerrado, que preocupa os moradores em torno do Parque Nacional da Chapada dos Veadeiros, em Goiás, e levanta questões importantes na comunidade científica acerca da agricultura familiar e do agronegócio. A obra traz em seu elenco Juliano Cazarré, Reynaldo Gianecchini e Valéria Pontes.
O filme de D'Elia foi condecorado com o Prêmio do Público de Melhor filme na sétima edição da Mostra Ecofalante de Cinema Ambiental.